# Drus (família)
Drus (llatí: Drusus) era el nom d'una família romana distingida que pertanya a la gens Lívia.
Segons Suetoni, el primer Livi Drus va agafar el cognom Drusus per ell mateix i els seus descendents per haver mort en combat a un cap enemic gal anomenat Drausus. Aquest Livi Drus va ser suposadament propretor de la Gàl·lia i la tradició diu que quan va tornar portava tot l'or que els sènons s'havien emportat del Capitoli quan el van assetjar el 390 aC. La seva filiació no se sap però es conjectura que podria ser fill de Marc Livi Denter que va ser cònsol l'any 302 aC, i que hauria adquirit el nom Drus en la campanya que va fer Corneli Dolabel·la contra els sènons l'any 283 aC.
Abans del 249 aC, Suetoni esmenta un Claudi Drus, però la seva relació amb la família no es pot establir. Aquest personatge es va erigir en el seu propi honor una estàtua amb diadema al Appii Forum.
Al segle ii aC apareix Marc Livi Drus que probablement va ser el pare natural o adoptiu de Marc Livi Drus Emilià. La seva família, que segueix fins a Neró, continua així:
- Marc Livi Drus (Marcus Livius Drusus)[3]
  - Marc Livi Drus Emilià
    - Gai Livi Emilià Drus, cònsol el 147 aC
      - Marc Livi Emilià Drus, cònsol 112 aC, casat amb Cornèlia
        - Marc Livi Drus, tribú de la plebs el 91 aC, casat amb Servília (germana de Quint Servili Cepió)
          - Livi Drus Claudià (adoptat)
            - Marc Livi Drus Libó, cònsol 15 aC
              - Luci Escriboni Libó Drus, conspirador

            - Lívia Drusil·la, esposa d'August, emperadriu Lívia Júlia Augusta, casada amb Tiberi Claudi Neró i amb Octavi August
              - Tiberi Neró Cèsar o simplement Tiberi, casat amb Vipsània Agripina i amb Júlia (filla d'August)
                - Drus Cèsar (Drus el Jove o Drus Menor), casat amb Clàudia Livil·la
                  - Júlia Drusa, esposa de Neró Cèsar i de Rubel·li Blande

              - Neró Claudi Drus (Drus el Vell o Drus Major), casat amb Antònia Menor
                - Germànic Cèsar, casat amb Agripina Major
                  - Neró Cèsar
                  - Drus Cèsar
                  - Gai Cèsar Germànic, conegut com a Calígula, casat amb Júnia Claudil·la, Lívia Orestil·la, Lòl·lia Paulina i Milònia Cesònia
                    - Júlia Drusil·la

                  - Agripina Menor, casada amb Gneu Domici Ahenobarb, Gai Passiè Crisp i Claudi
                    - Neró

                  - Júlia Drusil·la, casada amb Luci Cassi Longí i Marc Emili Lèpid
                  - Júlia Livil·la

                - Clàudia Livil·la, casada amb Gai Cèsar, net de Juli Cèsar, i amb Drus Menor
                - Tiberi Claudi Drus Cèsar o, simplement, Claudi, casat amb Plàucia Urgulanil·la, Èlia Petina, Valèria Messalina i Agripina Menor
                  - Drus Germànic
                  - Clàudia
                  - Antònia, casada amb Gneu Pompeu Magne i amb Faust Corneli Sul·la
                  - Clàudia Octàvia, casada amb Neró
                  - Claudi Tiberi Germànic Britànic, conegut com a Britànic

        - Lívia Drusa, casada amb Quint Servili Cepió i després amb Marc Porci Cató, fill de Cató Salonià
          - Quint Servili Cepió, tribú militar 72 aC
          - Servília Major, casada amb Marc Juni Brutus i amb Dècim Juni Silà
            - Marc Juni Brutus el Tirannicida

          - Servília Menor, casada amb Lucul·le
          - Cató d'Útica
            - Pòrcia Cató o Catona

          - Pòrcia, casada amb Luci Domici Ahenobarb

      - Gai Livi Emilià Drus